# Boyuncuk, Muş
Boyuncuk là một xã thuộc thành phố Muş, tỉnh Muş, Thổ Nhĩ Kỳ. Dân số thời điểm năm 2011 là 597 người.